# Ewa Zydorek
Ewa Maria Teresa Zydorek (ur. 3 lutego 1955 w Poznaniu) – polska działaczka opozycyjna i związkowa.

## Życiorys
Ewa Zydorek ukończyła studia na Uniwersytecie im. Adama Mickiewicza w Poznaniu (1981). W 1981 wstąpiła do NSZZ „Solidarność” – była sekretarką Komisji Zakładowej przy Okręgowym Przedsiębiorstwie Rozpowszechniania Filmów w Poznaniu, gdzie pracowała. Po wprowadzeniu stanu wojennego organizowała pomoc dla osób internowanych i ich rodzin. Od 1982 do 1989 kolportowała prasę podziemną. W latach 1983–1984 redaktorka niezależnego pisma „Rezonans”, a w latach 1988–1989 współpracowniczka „Nauczyciela”. Współtwórczyni wydawnictwa „Awers”. Od stycznia 1984 współpracowała z Międzyzakładową Radą „Solidarności” w Poznaniu. W 1987 uczestniczyła w akcji wywieszenia flagi „Solidarności” na trakcji tramwajowej przy Zakładach im. Hipolita Cegielskiego w Poznaniu. Pracowała społecznie w Regionalnym Ośrodku Konsultacyjno-Informacyjnym NSZZ „Solidarność” Regionu Wielkopolska. 11 listopada 1988 została dotkliwie pobita przez ZOMO za udział w obchodach Święta Niepodległości.
W 1989 została przewodniczącą Komisji Zakładowej Pracowników Oświaty i Wychowania Region Wielkopolska. Od 1993 do 2010 sekretarz Zarządu Regionu Wielkopolska. Od 1999 członkini Komisji Krajowej NSZZ „Solidarność”, następnie członkini Prezydium Komisji Krajowej.
Współbohaterka filmu „Solidarność według kobiet” z 2014. Jej mężem był Julian Zydorek.

## Odznaczenia
- 2015 – Krzyż Wolności i Solidarności „za zasługi w działalności na rzecz niepodległości i suwerenności Polski oraz respektowania praw człowieka w Polskiej Rzeczypospolitej Ludowej”[6]
- 2016 – Krzyż Kawalerski Orderu Odrodzenia Polski „za wybitne zasługi na rzecz przemian demokratycznych w Polsce, za działalność społeczną i związkową”[7]
- 2023 – Krzyż Oficerski Orderu Odrodzenia Polski „za wybitne zasługi w podejmowanej z pożytkiem dla kraju działalności związkowej, organizacyjnej i społecznej”[8][9]